# بنجامین لورانت
بنجامین لورانت (انگلیسی: Benjamin Laurant؛ زادهٔ ۲۸ ژانویهٔ ۱۹۸۷) بازیکن فوتبال اهل فرانسه است.
از باشگاه‌هایی که در آن بازی کرده‌است می‌توان به باشگاه فوتبال لو آور، باشگاه ورزشی آمیان، و باشگاه فوتبال کیلمارنوک اشاره کرد.